# Eric Hübsch
Eric Hübsch (Lichtenstein, 8 maggio 1990) è un pilota motociclistico tedesco.

## Carriera
La sua carriera sportiva è iniziata nel campo delle minimoto, per passare alle gare motociclistiche nazionali tedesche a partire dal 2003. Nel 2005 corre il campionato Europeo Velocità nella classe 125 dove, in sella ad una Honda si classifica ventesimo.
Per quanto riguarda le competizioni del motomondiale ha registrato quattro partecipazioni, tutte nella classe 125 e tutte come wild card nel Gran Premio motociclistico di Germania nelle edizioni 2006, 2007, 2008 e 2010. In nessuna delle quattro occasioni, in cui ha partecipato sempre guidando una Aprilia, è riuscito ad ottenere punti per la classifica mondiale.

## Risultati nel motomondiale
| 2006 | Classe | Moto    |  |  |  |  |  |  |  |  |  |     |    |  |  |  |  |  |  |  | Punti | Pos. |
| ---- | ------ | ------- |  |  |  |  |  |  |  |  |  | --- | -- |  |  |  |  |  |  |  | ----- | ---- |
| 2006 | 125    | Aprilia |  |  |  |  |  |  |  |  |  | Rit | NE |  |  |  |  |  |  |  | 0     |      |

| 2007 | Classe | Moto    |  |  |  |  |  |  |  |  |  |    |    |  |  |  |  |  |  |  | Punti | Pos. |
| ---- | ------ | ------- |  |  |  |  |  |  |  |  |  | -- | -- |  |  |  |  |  |  |  | ----- | ---- |
| 2007 | 125    | Aprilia |  |  |  |  |  |  |  |  |  | 26 | NE |  |  |  |  |  |  |  | 0     |      |

| 2008 | Classe | Moto    |  |  |  |  |  |  |  |  |  |     |    |  |  |  |  |  |  |  | Punti | Pos. |
| ---- | ------ | ------- |  |  |  |  |  |  |  |  |  | --- | -- |  |  |  |  |  |  |  | ----- | ---- |
| 2008 | 125    | Aprilia |  |  |  |  |  |  |  |  |  | Rit | NE |  |  |  |  |  |  |  | 0     |      |

| 2010 | Classe | Moto    |  |  |  |  |  |  |  |     |    |  |  |  |  |  |  |  |  |  | Punti | Pos. |
| ---- | ------ | ------- |  |  |  |  |  |  |  | --- | -- |  |  |  |  |  |  |  |  |  | ----- | ---- |
| 2010 | 125    | Aprilia |  |  |  |  |  |  |  | Rit | NE |  |  |  |  |  |  |  |  |  | 0     |      |

| Legenda | 1º posto        | 2º posto            | 3º posto            | A punti      | Senza punti        | Grassetto – Pole position Corsivo – Giro più veloce |
| Legenda | Gara non valida | Non qual./Non part. | Ritirato/Non class. | Squalificato | '-' Dato non disp. | Grassetto – Pole position Corsivo – Giro più veloce |